# Gatte d'or
La Gatte d'or (en wallon, chèvre d'or) est un animal légendaire du folklore wallon, qui vivrait dans des cavernes et des souterrains, y gardant une quantité considérable d'or et ne quittant son trésor qu'une fois l'an, durant la nuit de la Saint-Jean.

## Toponymes
Cette légende est à l'origine de nombreux toponymes en Belgique, au château de Logne à Vieuxville notamment.